# World Muaythai Organization USA
World Muaythai Organization USA (WMO USA) é uma organização de Muay thai que produz eventos nos Estados Unidos. Tem sua base atualmente na Cidade de Chicago.
O primeiro evento promovido pelo WMO USA ocorreu em Chicago, Illinois. (WMO USA Fight Night) A ideia do evento é Manter viva a arte marcial mais antiga do mundo, com suas tradições tailandesas.

## Regras

### Divisões de peso
O WMO USA se divide nessas categorias de pesos:
- Peso Palha (Strawweight) - até 52,2 kg /115 lb (Feminino)
- Peso Mosca (Flyweight) - até 56,7 kg / 125 lb (Masculino e Feminino)
- Peso Galo (Bantamweight) - até 61,2 kg / 135 lb (Masculino e Feminino)
- Peso Pena (Featherweight) - até 65,8 kg / 145 lb (Masculino e Feminino)
- Peso Leve (Lightweight) - até 70,3 kg / 155 lb
- Peso Meio-Médio (Welterweight) - até 77,1 kg / 170 lb
- Peso Médio (Middleweight) - até 83,9 kg / 185 lb
- Peso Meio-Pesado (Light Heavyweight) - até 93,0 kg / 205 lb
- Peso Pesado (Heavyweight) - até 120,2 kg / 265 lb

### Regras básicas
Os lutadores se enfrentam num ringue com três assaltos de 3 minutos, em caso de decisão de título e luta principal com cinco assaltos de 5 minutos. sem golpes baixos

#### Resultados das lutas
Os resultados das lutas se definem com:
- Desqualificação ou Desclassificação - Acontece quando um dos lutadores aplica de forma intencional algum golpe ilegal (como cabeçadas, golpes na região genital, golpes na região anterior à cabeça, entre outros)  ou realiza algum movimento proibido de acordo com as regras (segurar nas grades seguidamente, por exemplo). Caso o combate não possa prosseguir, ou o lutador insista em não obedecer às regras, ele será desclassificado.
- Nocaute - Ocorre quando um lutador recebe um golpe letal e fica inconsciente.
- Nocaute Técnico - Pode ocorrer de diversas formas:
- Decisão médica - Ocorre quando o médico julga que o lutador não pode continuar no combate, devido a um corte ou lesão. Portanto, o médico pode encerrar o combate se julgar que a integridade física do lutador estará ameaçada caso continue. Esta decisão não depende do lutador, portanto, por mais que ele queira continuar, se o médico determinar o fim do combate, será a decisão final.
- Interrupção do árbitro - Neste caso, o árbitro do ringue encerra a luta por achar que um lutador não está mais se defendendo ou esboçando qualquer reação.
- Lesão - Neste caso, o próprio lutador manifesta desistência, ou o árbitro do ringue encerra a luta, sem necessidade de consulta ao médico. Ocorre em casos de lesões mais visíveis, como fraturas ou graves torções.
- Desistência - Muito rara. Ocorre quando o córner do lutador joga a toalha, dando assim a vitória ao adversário
- Decisão do júri ou Decisão por Pontos (judges decision) - Ao término dos 3 ou 5 rounds, 3 juízes decidirão quem é o vencedor. Para isso, eles se utilizam de diversos critérios: agressividade, contundência em pé, domínio no chão, trocações efetivas, agarramentos efetivos, controle da área do ringue e de luta, defesa, etc. A decisão do júri pode ter os seguintes resultados:
  - Decisão Dividida (split decision): quando dois juízes indicam um lutador como vencedor e um terceiro juiz aponta o adversário como vencedor. O atleta escolhido por dois juízes é apontado como vencedor por decisão dividida.
  - Decisão Majoritária (Majority decision): quando dois juízes indicam um lutador como vencedor e um terceiro juiz aponta empate (sem vencedor). O atleta escolhido por dois juízes é apontado como vencedor por decisão majoritária.
  - Decisão Unânime (unanimous decision): quando todos os juízes indicam o mesmo lutador como vencedor do combate, diz-se que este foi o vencedor por decisão unânime.
  - Empate Majoritário (majority draw): tipo de decisão muito rara. Ocorre quando dois juízes apontam empate e um terceiro juiz aponta um lutador como vencedor.
  - Empate Unânime (unanimous draw) - quando os três juízes indicam empate ao final dos rounds regulamentares
  - Empate Dividido (split draw) - quando todos os juízes indicam resultados diferentes que somam empate
  - Empate Técnico (technical draw) - Raríssimo. Ocorre quando os dois lutadores se machucam e não conseguem prosseguir no combate (casos de nocaute duplo)
- No Contest - Se uma contusão sofrida por manobra ilegal acidental for severa demais e causar a interrupção da luta pelo árbitro, a luta deve resultar em no contest se for interrompida antes de completar dois rounds disputados (em lutas de 3) ou antes de completados três rounds (em lutas de 5). Após este limite, o placar dos juízes até o momento definirá o vencedor por decisão técnica.

## Eventos do WMO USA
- WMO USA – Fight Night (13 de Outubro de 2018)
- WMO USA – Super 4 (02 de Fevereiro de 2019)
- WMO USA – Rise of an Empire(02 de Junho de 2019) .[3][4]
- WMO USA – Muaythai Dreams (18 de Janeiro de 2020)
- WMO USA – Miami (01 de Maio de 2021)

## Atuais campeões
| Categoria       | Lutador       | Campeão desde           | Oponente                                 | Próxima defesa | Defesa de título |
| --------------- | ------------- | ----------------------- | ---------------------------------------- | -------------- | ---------------- |
| Peso-leve       | Jalill Barnes | 02 de Junho de 2019     | vs. Austin Amell (18 de Janeiro de 2020) |                | 1                |
| Peso meio-médio | Matt Zilch    | 02 de Fevereiro de 2019 | vs. Jimmy Do                             |                | 0                |

| Categoria | Lutadora       | Campeão desde       | Oponente          | Próxima defesa | Defesa de título |
| --------- | -------------- | ------------------- | ----------------- | -------------- | ---------------- |
| Peso-galo | Cara Greenwell | 02 de Junho de 2019 | vs. Lillie Helton |                | 0                |